# اوبا باباتونده
اوبا باباتونده (انگلیسی: Obba Babatundé؛ زادهٔ ۱ دسامبر ۱۹۵۱) بازیگر تئاتر، بازیگر تلویزیون، بازیگر سینما اهل ایالات متحده آمریکا است.
از فیلم‌ها یا برنامه‌های تلویزیونی که وی در آن نقش داشته‌است می‌توان به هم پیمان با ازدحام، دختران مادی، سکوت بره‌ها، فیلادلفیا، آن کاری که می‌کنی!، کثرت، مرگ دوباره، چشم، جان کیو، زندگی، دینامیت سیاه، دروغ اول آوریل، مجتمع آپارتمانی، میامی بلوز، معرفی دوروتی دندریج، بلوز مخفی و ملاقات اشاره کرد.